# Wohlfahrtia bella
Wohlfahrtia bella  (лат.) — двукрылое насекомое из семейства серых мясных мух. Афротропика и Палеарктика (включая Израиль, Сирию и Турцию).

## Описание
Среднего и крупного размера серые мясные мухи, длина тела от 9 до 18 мм. Основная окраска коричнево-чёрная с серебристым налётом. Вид был впервые описан в 1839 году французским энтомологом Дж. П. М. Макквертом (Justin Pierre Marie Macquart; 1776—1855) под первоначальным названием Agria argentea Macquart, 1839.